# Садове (Рівненський район)
Садо́ве — село в Україні, у Гощанській селищній громаді Рівненського району Рівненської області. Колишній орган місцевого самоврядування — Садівська сільська рада, якій були підпорядковані села Садове, Жалянка, Люцинів. Населення становить 543 особи.

## Назва
До 1963 року село мало назву Сінне, під час перейменування 1963 року отримала сучасну назву — Садове.

## Історія
Перша згадка про село датується 1531 роком, а також село згадується в описі Луцького замку за 1545 рік.
1800 року, імовірно, на місці давньої церкви, спільним коштом пана і парафіян збудована церква Різдва Богородиці. У 1880-х роках вже була покрита бляхою. У 1883 році коштом парафіян збудована дерев'яна дзвіниця. Розташована в центральній частині Садового, при дорозі, недалеко школи. Церква на кам'яному фундаменті, тризрубна, вкрита трьома пірамідальними верхами. Верх нави вінчає великий ліхтар з маківкою в російському стилі. До вівтаря з півдня прилягає невеличка дерев'яна прибудова, також з півночі до нави і з заходу до бабинця прибудовані ґанки. Дахи церкви покриті металочерепицею, маківка ліхтаря — «позолоченою» бляхою. Дзвіниця дерев'яна, триярусна, збереглася з заходу від церкви. Церква належить до пам'яток архітектури місцевого значення і знаходиться в користуванні православної громади УПЦ МП.
У 1906 році село Сінне Тучинської волості Рівненського повіту Волинської губернії. Відстань від повітового міста 32 верст, від волості 5. Дворів 63, мешканців 597.
У 1960-х роках в селі знаходилася центральна садиба колгоспу ім. Щорса, створеного 1940 року. Також працювали — восьмирічна школа, у якій навчалося 263 учні, сільський клуб, бібліотека, ФАП та три магазини.
В селі діє Садівський навчально-виховний комплекс «Дошкільний навчальний заклад — загальноосвітня школа І-ІІІ ступенів» Гощанської районної ради Гощанського району Рівненської області (директор Кубай Василь Оверкович).
12 червня 2020 року, відповідно до розпорядження Кабінету Міністрів України № 722-р від «Про визначення адміністративних центрів та затвердження територій територіальних громад Рівненської області», увійшло до складу Гощанської селищної громади.
19 липня 2020 року, в результаті адміністративно-територіальної реформи та ліквідації Гощанського району, село увійшло до складу новоутвореного Рівненського району.

## Населення

### Мова
Розподіл населення за рідною мовою за даними перепису 2001 року:
| Мова            | Кількість | Відсоток |
| --------------- | --------- | -------- |
| українська      | 542       | 99.82%   |
| інші/не вказали | 1         | 0.18%    |
| Усього          | 543       | 100%     |

## Відомі люди
У Садовому (на той час Сінне) у 1929 році народилася «Мати Солідарності» — Ганна Валентинович, сподвижник Леха Валенси. У знак пам′яті матері польської «Солідарності», тут, в селі, де вона народилася, 8 квітня 2019 року на фасаді Садівської ЗОШ відкрили їй меморіальну таблицю.